# Cordylopteryx lesneae
Cordylopteryx lesneae är en tvåvingeart som först beskrevs av Seguy 1933.  Cordylopteryx lesneae ingår i släktet Cordylopteryx och familjen borrflugor. Inga underarter finns listade i Catalogue of Life.